# 擁有超常技能的異世界流浪美食家
《擁有超常技能的異世界流浪美食家》是江口連所著的日本輕小說。2016年1月起在成為小說家吧連載（Web版）。2016年12月起經OVERLAP發行文庫版，由雅擔綱插畫。故事講述上班族向田剛志被勇者召喚儀式傳送至異世界後，利用料理與將現代商品送到異世界的技能在異世界探索的經歷。
截至2023年10月時，包含電子發行版在內的系列作累積銷售量超過700萬。

## 故事概要
向田剛志是個平凡的日本上班族，某天他被捲入異世界召喚勇者的儀式，連同其他被召喚者抵達全然陌生的異世界。向田（穆寇達）因為被鑑定出戰鬥能力不高，加上察覺召喚他前來的雷西格王國國王用意險惡，以自己並非勇者為由請求退出號召，被逐出雷西格王國。
憑藉著自身特有可從原本世界隨時採購物件的「網路超商」技能、鑑定能力、無限容量的道具箱，還有料理手藝，向田（穆寇達）以離開雷西格王國為起始點，展開超乎想像的旅程。

## 用語設定
貨幣

本作異世界大陸流通的錢幣，額度由小至大分別是鐵幣、銅幣、銀幣、金幣、大金幣、白金幣，分別對應現實日圓價值的十、一百、一千、一萬、十萬、一百萬，六枚金幣可讓四人家庭度過一個月最低程度的生活（動畫版第1集附錄小劇場，二十枚金幣是可讓四人家庭過著三個月輕鬆的生活）。其中大金幣、白金幣僅有在進行較高額度的交易時才會使用。
冒險者公會

提供冒險者接受任務委託、素材處理交易等事務的國際性組織，是旅行者經常登記的公會之一。登記成為會員可獲得包含免入境費等眾多福利。冒險者等級由低至高分別是G、F、E、D、C、B、A、S，公會將依據冒險者完成的任務次數與難度內容等，調整冒險者等級，冒險者可承接的任務等級僅限自身等級與高一級範圍內，但若是交付冒險者的任務未完成則必須付違約金。依據當事者的冒險者等級，沒有在規定期限內接受委託，將會被註銷會籍，被註銷者重新加入公會則由G級重新開始。會員從事犯罪行為會被開除會籍，公會雖禁止冒險者私鬥，但對冒險者的行為與傷亡一概不負責任。
商人公會

跨國組織，是旅行者經常登記的公會之一。登記成為會員可獲得包含入境費優惠、自由行動、諮詢諸如尋找店面、投資設備、採購商品的福利，會員依照營業規模共分為五個等級（無店鋪小攤販為鐵牌、個人商店為銅牌、小規模商會為銀牌、中規模商會為金牌、大規模商會為秘銀牌），註冊費用、年會費、稅金會依等級而定。徵收的稅金由該組織向各國繳納。會員從事非法交易會被除籍，商人未透過公會便直接與冒險者交易，也容易被公會盯上。公會同時提供會員交易持有物件，價格則視物品而定，導致有些冒險者因為不擅談判被部分商人公會成員惡意砍價。
神之加護

當指定對象獲得神明的加護時，會獲得包含對毒、病在內所有異常狀態免疫(不包含物理攻擊)、與賦予加護的神明遠程意念溝通、減少施展魔法消耗的魔力與提升施法速度的增益能力。依據神明加護的屬性與程度不同，也會影響當事者擅長的屬性魔法與技能，若是當事者自身屬性與加護的屬性相合，可達成事半功倍的效果，法術的威力會跟著變強，反之發揮程度則受到限制。能獲得神之加護的對象屬於少數，有時候會透過夢境形式取得，同時根據各自條件不同，有些獲得加護的當事者必須時常向神明獻上供品，才能維持加護狀態。極少數的對象擁有兩個以上的神之加護。有分為一般加護、加護(小)，加護(小)對於俱備即死性的毒物和咒術沒有抵禦能力。
念話

當指定對象與魔物締結契約時，成為從魔的魔物可透過意念，將想要傳遞的訊息傳至主人的腦裡，主人也能透過念話與從魔溝通。
魔法

需要當事者熟稔使用魔力的方式，才能使用的法術，共分成基礎的風、土、水、火，特殊型的冰、雷、恢復、聖、神聖，有種族限制的草木魔法、暗魔法。當事者順應自身屬性，容易習得對應的基礎魔法；特殊型的冰、雷魔法必須精通所有基礎魔法；恢複魔法需要當事者俱備適性與待在教會修行學習；聖魔法僅有諸如勇者、聖女、聖騎士等稀有職業才能學成；神聖魔法僅有獲得神明加護者才能使用；精靈可使用種族專屬的草木魔法；暗魔法則是魔族專屬的魔法。結界魔法、針對精神發揮效果的魔法、飛行魔法僅限於魔族與黑暗精靈和少部分對象使用。
種族

本作中登場的智慧種族，已知種族如下：
- 人類：生活在地球與異世界大陸、同時是人口佔比最多的重要種族，能力值好壞參雜，是種族主義宗教「盧巴諾夫教」的創建者。主要勢力分成歧視他族與平等寬待不同種族的派系。
- 矮人：較人類長壽的種族，特徵是平均身高較人類矮，體格健壯且男性習慣蓄鬍。族人普遍好酒，許多工匠出身該種族，崇敬鍛造之神。
- 精靈：外貌皆為俊男美女、有著尖長的雙耳且體型纖細的長壽種族，以30歲為成年齡，超過300歲便逐漸老化。族人普遍擅用魔法和講究美食。種族特有魔法為操控植物的草木魔法。
- 高等精靈：外型和精靈相似，但平均壽命可長達1500多年的長壽種族，擅用魔法，能力值與魔力普遍較高。因為外型與能力出眾，常成為不法之徒覬覦的對象，偽裝成精靈在其他城市生活者不在少數。
- 獸族：外型為半人半獸的種族，特徵是體力較高，可運用魔力提升速度。
- 魔族：外型依據個體而異，分成長有蝙蝠般雙翼或藍色肌膚的個體。
- 黑暗精靈：外型和精靈相似，但是膚色普遍偏暗的種族。
- 巨人：外型較人類高大的種族，族人之間習慣以身高作為擇偶條件之一。
- 神明：主要生活在神界的種族，擁有影響世界的能力，壽命與能力超過生活在異世界大陸的大部分種族，但仍會衰老與死亡。能夠賜與異世界大陸的種族增強能力的「神之加護（庇佑）」，效果視加護（庇佑）程度與賜與對象的相性而定。

魔物

本作中登場的特殊怪物，型態、性情、能力、屬性各異，有強弱等級之分（最高S級），有些魔物會出產俱備魔力的「魔晶石」。擁有高等智慧的魔物，甚至有與人溝通的語言能力。身上的部位與出產的「魔晶石」，常成為異世界居民運用在生活、交易、製造物品等用途的材料。
登場國家

本作中登場的國家，已知國家如下：
- 雷西格王國：秉持種族主義、信仰人族至上的「盧巴諾夫教」的國家，一般國民與異種族在該國處境艱難，小說第九卷裡因奴隸發動革命再加上與馬爾貝格王國的戰爭中戰敗而滅國，且王族和貴族皆被斬首，領土被馬爾貝格王國吞併。
- 翡蔫王國：本作登場國家之一，故事前期的主要舞台之一，對待異族奴隸相較於蓋斯勒帝國、盧巴諾夫神聖王國、索雷斯王國趨向寬待，即便是異族奴隸也能賺取微薄工資與維持最低度的生活保障。
- 蓋斯勒帝國：本作登場國家之一，崇尚硬派獨裁和排外主義的軍事國家，不服從皇帝者必死無疑，亞人則被視同牲畜對待。
- 盧巴諾夫神聖王國：本作登場國家之一，信奉人族至上主義的神權國家，主張不信奉盧巴諾夫教(實際是一个叫卢巴诺夫的男人为了收钱而捏造出来的宗教)者只有毀滅的命運，導致種族的信仰被當成邪教迫害。
- 李昂哈德王國：穆寇達一夥主要定居的國家，與艾爾曼王國為邦交國。兩個國家皆以平等對待不同種族、處境自由和軍隊實力聞名。
- 馬爾貝格王國：國家以擁有許多強者和平等對待不同種族而聞名。國土鄰接魔族之國、雷西格王國。三名勇者逃出雷西格王國後定居的國家。
- 艾爾曼王國：李昂哈德的邦交國，同樣以平等對待不同種族、處境自由和軍隊實力聞名。

## 出版書籍

### 輕小說
| 卷數 | OVERLAP       | OVERLAP        | OVERLAP                                                         | 東立出版社              | 東立出版社                          | 東立出版社                                                                   |
| 卷數 | 副標題        | 發售日期       | ISBN                                                            | 副標題                  | 發售日期                            | ISBN/EAN                                                                     |
| ---- | ------------- | -------------- | --------------------------------------------------------------- | ----------------------- | ----------------------------------- | ---------------------------------------------------------------------------- |
| 1    |               | 2016年11月25日 | ISBN 978-4-86554-167-0                                          | 薑汁豬肉×傳說魔獸       | 2017年9月21日                       | EAN 471-094-555-326-9（首刷限定版） ISBN 978-986-48-6927-5                   |
| 2    |               | 2017年3月25日  | ISBN 978-4-86554-204-2                                          | 冰花煎餃×夢幻龍         | 2018年4月26日                       | EAN 471-094-555-549-2（首刷限定版） ISBN 978-957-26-0880-7                   |
| 3    |               | 2017年7月25日  | ISBN 978-4-86554-239-4                                          | 燉牛肉×未知的迷宮       | 2018年10月29日                      | EAN 471-094-555-741-0（首刷限定版） ISBN 978-957-261-346-7                   |
| 4    |               | 2017年12月25日 | ISBN 978-4-86554-296-7                                          | ＢＢＱ×諸神的祝福       | 2018年12月24日                      | EAN 471-094-555-801-1（首刷限定版） ISBN 978-957-261-849-3                   |
| 5    |               | 2018年4月25日  | ISBN 978-4-86554-310-0 ISBN 978-4-86554-311-7（廣播劇CD特裝版） | 炸物拼盤×海洋魔物       | 2019年4月18日                       | EAN 471-094-555-919-3（首刷限定版） ISBN 978-957-262-628-3                   |
| 6    |               | 2019年1月25日  | ISBN 978-4-86554-441-1                                          | 肉燥飯×神聖刻印         | 2019年6月24日                       | EAN 471-094-556-006-9（首刷限定版） ISBN 978-957-263-334-2                   |
| 7    |               | 2019年7月25日  | ISBN 978-4-86554-525-8                                          | 瘦肉排×創造神的審判     | 2019年12月2日                       | EAN 471-060-104-030-0（首刷限定版） ISBN 978-957-264-075-3                   |
| 8    |               | 2020年1月25日  | ISBN 978-4-86554-597-5 ISBN 978-4-86554-598-2（廣播劇CD特裝版） | 窯燒披薩×生命神藥       | 2020年5月29日                       | EAN 471-060-104-220-5（廣播劇CD限定版） ISBN 060-104-220-4（廣播劇CD限定版） |
| 8    | 2020年6月4日  | 2020年1月25日  | ISBN 978-4-86554-597-5 ISBN 978-4-86554-598-2（廣播劇CD特裝版） | 窯燒披薩×生命神藥       | EAN 471-060-104-221-2（首刷限定版） |                                                                              |
| 8    | 2023年2月15日 | 2020年1月25日  | ISBN 978-4-86554-597-5 ISBN 978-4-86554-598-2（廣播劇CD特裝版） | 窯燒披薩×生命神藥       | ISBN 978-957-265-182-7              |                                                                              |
| 9    |               | 2020年9月25日  | ISBN 978-4-86554-745-0                                          | 燒烤腸子×暴食祭典       | 2020年12月24日                      | EAN 471-060-104-414-8（首刷限定版） ISBN 978-957-266-060-7                   |
| 10   |               | 2021年5月25日  | ISBN 978-4-86554-915-7                                          | 炸牛排×盜賊王寶藏       | 2021年9月30日                       | ISBN 978-957-267-557-1（首刷限定版） ISBN 978-957-267-556-4                  |
| 11   |               | 2021年11月25日 | ISBN 978-4-8240-0046-0                                          | 壽喜燒×戰鬥的定理       | 2022年2月10日                       | ISBN 978-957-268-560-0（首刷限定版） ISBN 978-957-268-559-4                  |
| 12   |               | 2022年6月25日  | ISBN 978-4-8240-0214-3                                          | 雞塊×巨大的古代龍       | 2022年9月19日                       | ISBN 978-626-718-653-4（首刷限定版）                                         |
| 13   |               | 2022年12月25日 | ISBN 978-4-8240-0366-9                                          | 糖醋肉丸子×冒險者的作風 | 2023年4月17日                       | ISBN 978-626-360-359-2（首刷限定版） ISBN 978-626-360-358-5                  |
| 14   |               | 2023年4月25日  | ISBN 978-4-8240-0470-3                                          | 奶油可樂餅×邪教的末日   | 2023年7月24日                       | ISBN 978-626-372-173-9（首刷限定版） ISBN 978-626-372-172-2                  |
| 15   |               | 2024年2月25日  | ISBN 978-4-8240-0634-9                                          | 干貝義大利冷麵×賢者之石 | 2024年6月3日                        | ISBN 978-626-021-664-1（首刷限定版）                                         |
| 16   |               | 2024年12月25日 | ISBN 978-4-8240-1032-2                                          | 奶油香煎白肉魚×葬送海龍 | 2025年4月21日                       | ISBN 978-626-024-373-9（首刷限定版）                                         |

### 漫畫
| 卷數 | OVERLAP        | OVERLAP                | 東立出版社     | 東立出版社             |
| 卷數 | 發售日期       | ISBN                   | 發售日期       | ISBN                   |
| ---- | -------------- | ---------------------- | -------------- | ---------------------- |
| 1    | 2017年12月25日 | ISBN 978-4-86554-297-4 | 2018年8月17日  | ISBN 978-957-26-1590-4 |
| 2    | 2018年4月25日  | ISBN 978-4-86554-341-4 | 2019年2月19日  | ISBN 978-957-26-1591-1 |
| 3    | 2019年1月25日  | ISBN 978-4-86554-445-9 | 2019年12月27日 | ISBN 978-957-26-2965-9 |
| 4    | 2019年7月25日  | ISBN 978-4-86554-529-6 | 2020年6月5日   | ISBN 978-957-26-4387-7 |
| 5    | 2020年1月25日  | ISBN 978-4-86554-607-1 | 2021年2月5日   | ISBN 978-957-26-4865-0 |
| 6    | 2020年9月25日  | ISBN 978-4-86554-752-8 | 2022年4月14日  | ISBN 978-957-26-6031-7 |
| 7    | 2021年5月25日  | ISBN 978-4-86554-923-2 | 2023年2月23日  | ISBN 978-957-26-8390-3 |
| 8    | 2021年11月25日 | ISBN 978-4-8240-0054-5 | 2024年7月5日   | ISBN 978-957-26-8391-0 |
| 9    | 2022年12月25日 | ISBN 978-4-8240-0373-7 | 2025年6月13日  | ISBN 978-626-02-2722-7 |
| 10   | 2024年2月25日  | ISBN 978-4-8240-0747-6 |                |                        |
| 11   | 2025年7月25日  | ISBN 978-4-8240-1277-7 |                |                        |

擁有超常技能的異世界流浪美食家 史伊的大冒險
| 卷數 | OVERLAP        | OVERLAP                | 東立出版社    | 東立出版社             |
| 卷數 | 發售日期       | ISBN                   | 發售日期      | ISBN                   |
| ---- | -------------- | ---------------------- | ------------- | ---------------------- |
| 1    | 2019年1月25日  | ISBN 978-4-86554-444-2 | 2020年4月6日  | ISBN 978-957-26-3724-1 |
| 2    | 2019年7月25日  | ISBN 978-4-86554-528-9 | 2021年3月25日 | ISBN 978-957-26-3725-8 |
| 3    | 2020年1月25日  | ISBN 978-4-86554-606-4 | 2022年4月15日 | ISBN 978-957-26-4864-3 |
| 4    | 2020年9月25日  | ISBN 978-4-86554-751-1 |               |                        |
| 5    | 2021年5月25日  | ISBN 978-4-86554-922-5 |               |                        |
| 6    | 2021年11月25日 | ISBN 978-4-8240-0054-5 |               |                        |
| 7    | 2022年12月25日 | ISBN 978-4-8240-0372-0 |               |                        |
| 8    | 2024年2月25日  | ISBN 978-4-8240-0650-9 |               |                        |

## 迴響
據書泉書店統計，在2019年1月發行的《擁有超常技能的異世界流浪美食家》第6卷在該書店當月銷量排名第1，超過已經動畫化的《劍姬神聖譚》（第11卷）和《情色漫畫老師》（第11卷）。
截至2020年1月，系列累積發行超過180萬本。截至2021年6月，系列累積發行超過350萬本。截至2022年10月，系列累積發行超過450萬本。2023年10月時，系列銷售量累積超過700萬本。
漫畫版在2024年「BookLive!讀者票選」異世界·轉生漫畫類排行第6名。

## 電視動畫
2022年10月29日，由MAPPA擔任動畫製作的改編電視動畫正式公布，於2023年1月至3月播放。2023年10月30日，宣布製作動畫第2季，預定於2025年10月播出。

### 製作人員
- 原作：江口連
- 導演：松田清
- 系列構成：橫手美智子
- 人物原案：雅
- 人物設定：大津直
- 總作畫監督：大津直、迫江沙羅
- 美術監督：赤木寿子
- 色彩設計：鎌田千賀子
- 特殊效果：谷口久美子（Team Taniguchi）
- 攝影監督：澤田紗帆
- 編輯：定松剛
- 音樂：甲田雅人（日语：甲田雅人）、轉寢歌菜、栗樂團直笛四重奏（日语：栗コーダーカルテット）
- 音響監督：小泉紀介
- 音響製作：dugout
- 動畫製作、製作：MAPPA[35]

### 主題曲
第1季
片頭曲
作詞、作曲、編曲、主唱：Van de Shop
片尾曲Happy-go-Journey
作詞：hotaru，作曲：Tom-H@ck，編曲：，主唱：內田雄馬

### 各話列表
| 第1話  | 超常技能很有用             | 横手美智子 | 松田清   | 松田清          | 泉坂司 宮下香花 村上龍之介 小笠原篤                 | 春川彩子 神戶洋行 今岡大 吉備團子14號 泉坂司 中熊太一                       | 大津直          | 2023年 1月11日 |
| 第2話  | 引人注目的從魔是活著的傳說 | 横手美智子 | 西山壯海 | 松田清 西山壯海 | 泉坂司                                              | 宮地聰子 泉坂司 春川彩子 西田美彌子 吉備團子14號                            | 大津直          | 1月18日        |
| 第3話  | 過度的力量是為了料理       | 横手美智子 | 金子贵弘 | 金子贵弘        | 宗崎畅芳 大西贵子 早乙女启 松原一之                 | 西田美弥子 津吹贤                                                           | 大津直          | 1月25日        |
| 第4話  |                            | 横手美智子 | 篠原     | 篠原            | 宮地聰子 龜谷響子 能條理行 西田美彌子 日向正樹      | 龜谷響子 迫江沙羅                                                           | 迫江沙羅        | 2月1日         |
| 第5話  | 風之女神喜歡甜味           | 安藤繪梨花 | 松田清   | 山崎香子        | 龜谷響子 王維慶                                     | 宮地聰子 春川彩子 龜谷響子 泉坂司 早乙女啓 中村 西田美彌子                  | 大津直          | 2月8日         |
| 第6話  | 成長會突然降臨             | 村越繁     | 森本育郎 | 佐佐木達也      | 村上龍之介                                          | 神戶洋行 後藤有宏 吉備團子14號 澤井真紀 今岡大 松原一之                     | 迫江沙羅        | 2月15日        |
| 第7話  | 狼與魔獸共舞               | 村越繁     | 高橋謙仁 | 高橋謙仁        | 永松一誠 牟田亮平                                   | 宗崎畅芳 神戶洋行 澤井真紀 能條理行 松原一之                                | 迫江沙羅        | 2月22日        |
| 第8話  | 頭目全都很好吃             | 橫手美智子 | 川畑喬   | 石川依穗        | 宗崎暢芳 中熊太一 袴田裕二 澤井真紀 今岡大 松原一之 | 王維慶 宮下香花 川元麻里子                                                  | 大津直          | 3月1日         |
| 第9話  | 討伐委託的是金與肉         | 安藤繪梨花 | 平川哲生 | 山崎香子        | 宮下香花 瀧山真哲 王維慶                            | 後藤有宏 丸山翔子 小島繪里 杉野信子                                         | 迫江沙羅        | 3月8日         |
| 第10話 | 兩隻從魔太過作弊           | 安藤繪梨花 | 岡本泰知 | 岡本泰知        | 宮下香花 川元麻里子                                 | 宮地聰子 王維慶 春川彩子 川元麻里子 能條理行 吉備團子14號 西田美彌子 陳韋寧 | 迫江沙羅        | 3月15日        |
| 第11話 | 做買賣是為了女性           | 村越繁     | 伊藤祐毅 | 伊藤祐毅        | 龜谷響子 今岡大                                     | 中熊太一 宗崎暢芳 神戶洋行 後藤有宏 亀谷響子 澤井真紀 今岡大                | 大津直          | 3月22日        |
| 第12話 | 冒險和食物的數量一樣多     | 横手美智子 | 松田清   | 松田清          | 宮下香花                                            | 宗崎暢芳 宮地聰子 春川彩子 吉村冬彦 能條理行                                | 大津直 迫江沙羅 | 3月29日        |

### 播映平台
| 播映國家＆地區               | 播映平台              | 播映日期               | 播映時間              | 備註  |
| 第1季                        | 第1季                 | 第1季                  | 第1季                 | 第1季 |
| ---------------------------- | --------------------- | ---------------------- | --------------------- | ----- |
| 臺灣                         | 巴哈姆特動畫瘋        | 2023年1月10日－3月29日 | 星期三 00:00（UTC+8） |       |
| 臺灣                         | 中華電信MOD           | 2023年1月10日－3月29日 | 星期三 00:00（UTC+8） |       |
| 臺灣                         | Hami Video            | 2023年1月10日－3月29日 | 星期三 00:00（UTC+8） |       |
| 臺灣                         | LiTV 線上影視         | 2023年1月10日－3月29日 | 星期三 00:00（UTC+8） |       |
| 臺灣                         | MyVideo               | 2023年1月10日－3月29日 | 星期三 00:00（UTC+8） |       |
| 臺灣                         | KKTV                  | 2023年1月10日－3月29日 | 星期三 00:00（UTC+8） |       |
| 臺灣                         | LINE TV               | 2023年1月10日－3月29日 | 星期三 00:00（UTC+8） |       |
| 臺灣                         | Yahoo TV              | 2023年1月10日－3月29日 | 星期三 00:00（UTC+8） |       |
| 臺灣                         | 遠傳friDay影音        | 2023年1月10日－3月29日 | 星期三 00:00（UTC+8） |       |
| 臺灣                         | bbTV                  | 2023年1月10日－3月29日 | 星期三 00:00（UTC+8） |       |
| 臺灣                         | 愛奇藝                | 2023年1月10日－3月29日 | 星期三 00:00（UTC+8） |       |
| 臺灣                         | CATCHPLAY+            | 2023年1月10日－3月29日 | 星期三 00:00（UTC+8） |       |
| 臺灣                         | 亂搭                  | 2023年1月10日－3月29日 | 星期三 00:00（UTC+8） |       |
| 臺灣                         | 木棉花台灣YouTube頻道 | 2023年1月10日－3月29日 | 星期三 00:00（UTC+8） |       |
| 香港                         | myTV Gold             | 2023年1月10日－3月29日 | 星期三 00:00（UTC+8） |       |
| 香港、澳門                   | 木棉花香港YouTube頻道 | 2023年1月10日－3月29日 | 星期三 00:00（UTC+8） |       |
| 香港、澳門、臺灣             | bilibili              | 2023年1月10日－3月29日 | 星期三 00:00（UTC+8） |       |
| 香港、澳門、臺灣             | Netflix               | 2023年2月13日－4月3日  | 星期一 00:00（UTC+8） |       |
| 香港、澳門、臺灣、東盟、印度 | Animax Asia           | 2023年4月21日－        | 每天18:30（臺灣）     |       |
| 中国大陆                     | bilibili              | 2023年4月30日－        | 星期日18:30           |       |

## 外部連結
- 小說連載網站 - 成為小說家吧（日語）
- 小說文庫版官方網站 - OVERLAP（日語）
- 漫畫官方網站（日語）
- 電視動畫官方網站（日語）
- 電視動畫的X（前Twitter）（日語）